# Оллер, Жозеф
Жозеф Оллер (кат. Josep Oller i Roca; 1839—1922) — испанский предприниматель и антрепренёр, который жил в Париже на протяжении большей части своей жизни. Он основал кабаре Мулен Руж и был изобретателем тотализатора.

## Биография
Родился в Террасе. Жозеф Оллер эмигрировал во Францию с семьей, будучи ребёнком. Позже он вернулся в Испанию, чтобы учиться в университете в Бильбао. Там он полюбил петушиный бой и начал свою карьеру в качестве букмекера.
В Париже в 1867 году Жозеф Оллер изобрёл новый метод ставок, который он назвал «pari mutuel» (дословно — «взаимная ставка»). Он успешно представил свою систему на французских гоночных трассах. Тем не менее, в 1874 году Жозеф Оллер был приговорен к пятнадцати суткам тюремного заключения и штрафу за незаконные азартные игры. Позже, в 1891 году, французские власти легализовали свою систему и запретили фиксированные шансы ставок.
В 1870 году он переехал в Лондон на некоторое время, чтобы избежать франко-прусской войны. Там он вошел в контакт с миром сцены.
С 1876 года Жозеф Оллер сосредоточил своё внимание на индустрии развлечений. Впервые он открыл различные аудитории и места. В 1889 году он и его компаньон Шарль Зидлер открыли знаменитое кабаре Мулен Руж. Кабаре было задумано как «первый в мире дворец женщин и самый грандиозный храм танца». Его открытие приурочено к началу работы Всемирной выставки в Париже и завершению строительства Эйфелевой башни. Через четыре года Оллер открыл первый парижский мюзик-холл: Парижскую Олимпию.
После смерти был похоронен на кладбище Пер-Лашез.